# Galle (rivière)
Pour les articles homonymes, voir Galle et Gallus.
Le Galle (du latin Gallus) est une rivière de Phrygie à l'origine du nom des Galles. Se jetant dans le Sangare, il traverse Pessinonte. D'après Pline l'Ancien, ceux qui buvaient de son eau devenaient insensés et furieux. 